# Atlantischer Stechrochen
Der Atlantische Stechrochen (Hypanus sabinus) ist eine Stechrochenart und lebt vor den nordwestlichen Küsten des Atlantik zwischen der Chesapeake Bay und Mexiko.

## Merkmale
Hypanus sabinus erreicht eine Gesamtlänge von maximal 61 cm bei einem Gewicht von bis zu 4,9 kg, womit er einer der kleinsten Stechrochen ist. Er hat eine rautenförmige Brustflossen-Scheibe, die ein wenig breiter als lang, an den Seiten weit gerundet und zur Schnauze hin lang und spitz auslaufend ist. Der Schwanz ist lang und peitschenartig und trägt einen Giftstachel, der etwa ein Viertel der Scheibenbreite misst. Der Stachel wird jährlich zwischen Juni und Oktober erneuert. Die Oberseite ist braun bis gelbbraun, heller am Rand, gelegentlich mit einem dunklen Streifen entlang der Rückenlinie. Die Unterseite ist weiß bis hellgrau.

## Lebensweise
Der Rochen lebt im Flachwasser über sandigem und schlammigem Grund an Küsten, in Flussmündungen und zum Teil auch im Süßwasserbereich von Flüssen. Dort ernährt er sich von Muscheln, Zylinderrosen, Flohkrebsen, Krebstieren und Vielborstern. Die Art ist ovovivipar mit Würfen von ein bis vier Jungtieren, die zwischen Juli und August mit einer Scheibenbreite von 10 bis 13 cm geboren werden.

## Systematik
Die Rochenart wurde im Jahr 1824 durch den französischen Naturforscher Charles-Alexandre Lesueur unter der wissenschaftlichen Bezeichnung Trygon sabina beschrieben, später dann der Gattung Dasyatis zugeordnet. Bei einer Mitte 2016 erfolgten Revision der Dasyatidae wurde die Art in die Gattung Hypanus gestellt.